# Osmanağa (Kadıköy)
Osmanağa è una delle 21 Mahalle del distretto di Kadıköy, nella parte asiatica di Istanbul. Il quartiere di Osmanağa confina con Caferağa a sud, Rasimpaşa a nord, Hasanpaşa a nord-est, Zühtüpaşa a est e il Mar di Marmara a ovest. Questo quartiere insieme alla mahalle di Caferağa è conosciuto come Quartiere di Moda piuttosto che con il proprio nome. 

## Monumenti e luoghi di interesse
Gli edifici degni di nota nel quartiere sono i seguenti:
- Fontana di Hasan Rıza Paşa
- Fontana egiziana di Osman Aga

In piazza Altınyol si trova la statua di un toro, uno dei simboli del quartiere.